# Georgy Fedotov
Gueorgui Petróvich Fedótov (Ruso: Гео́ргий Петро́вич Федо́тов, 1 de octubre de 1886, Sarátov – 1 de septiembre de 1951, Nueva York) fue un filósofo religioso ruso, historiador, ensayista, y autor de muchos libros acerca de la cultura ortodoxa. Es considerado por algunos como fundador de la "culturología teológica" rusa. Fedótov emigró, bajo coacción,  de la Rusia soviética a Francia, en 1925; y de allí en 1939 a los Estados Unidos, donde enseñó en el St. Vladimir Orthodox Seminary, en Nueva York, y continuó publicando hasta su muerte en 1951.
Fue un Guggenheim Fellow durante el curso académico 1946–1947.  Fedótov se encuentra entre quienes consideran a las Centurias Negras un precursor del fascismo en Rusia, al cual él denominó "nacionalsocialismo" ruso.

## Trabajos
- Святой Филипп митрополит Московский. — París: YMCA Press, 1928. — 224 с.
- Святые древней Руси (X—XVII ст.) — París: YMCA Press, 1931. — 260 с.
- La Mente Religiosa rusa, Nueva York, Harper & Hermano, 1946
- A Treasury of Russian Spirituality, [comp.& ed.], Londres, Sheed & Ward, 1950
- St. Filipp, Metropolitan of Moscow : encounter with Ivan the Terrible, Belmont, Masa.: Nordland Pub. Co. 1978